# Li Hongjun
Li Hongjun (Pechino, 23 gennaio 1970) è un ex calciatore cinese, di ruolo difensore.